# Olof Bergqvist

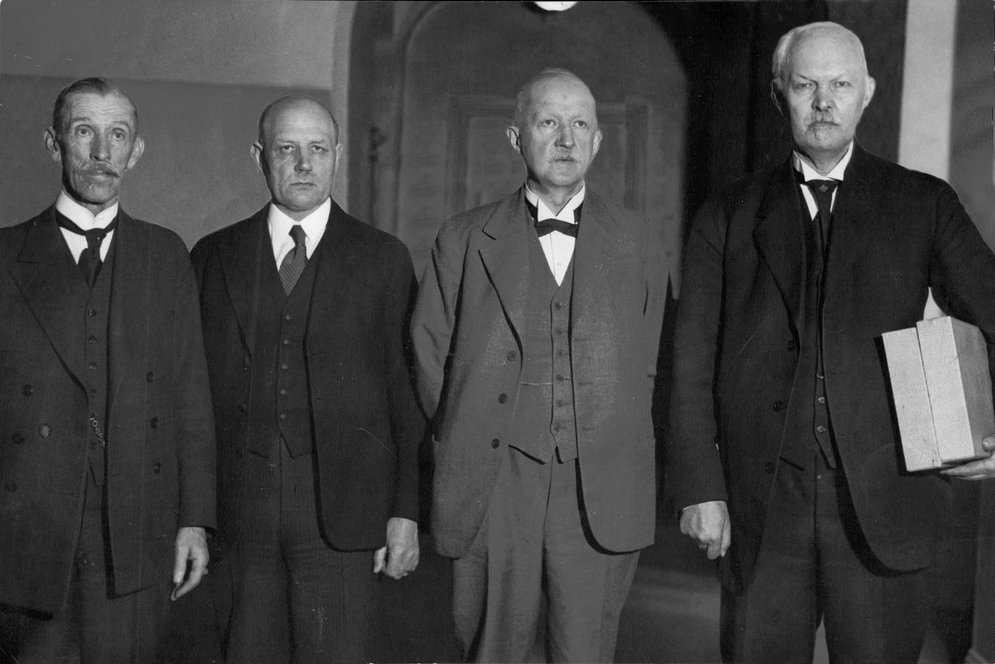
Bergqvist, längst till höger, i en deputation från högern i Norrbotten som 1936 uppvaktade ordföranden i försvarsutskottet, Axel Pehrsson-Bramstorp.

Olof Bergqvist, född 24 september 1862 i Brunskogs församling, Värmlands län, död 19 oktober 1940 i Luleå stadsförsamling, Norrbottens län, var en svensk präst och biskop i Luleå stift.

## Biografi
Olof Bergqvist föddes 1862 i Brunskogs församling. Han var son till hemmansägaren Per Olsson och Maria Olofsdotter. Bergqvist avlade mogenhetsexamen i Karlstad och blev höstterminen 1884 student vid Uppsala universitet.
Efter avlagd teologie kandidatexamen vid Uppsala universitet 1892 prästvigdes Bergqvist i Karlstad samma år och blev 1896 kyrkoherde i Gällivare församling. Redan 1904 utnämndes han till Luleå stifts förste biskop, och hade denna tjänst fram till år 1938.
Som biskop verkade Olof Bergqvist aktivt mot så kallad rasblandning bland fjällsamer, skogssamer och svenskar. I sitt herdabrev från 1904 framförde han tanken att "lapparna" som stam skulle dö ut om de fick för mycket undervisning. I detta syfte tog han initiativ till nomadskolan 1913, och samarbetade med Herman Lundborg vid Statens institut för rasbiologi. 
Han blev teologie doktor 1907, och var riksdagsledamot i första kammaren för Norrbottens läns valkrets 1912–1921 samt Västerbottens läns och Norrbottens läns valkrets 1922–1938. Han tillhörde första kammarens nationella parti, från 1935 högerpartiet. Bergqvist var även ordförande i kommittén angående de kyrkliga konsistoriernas omorganisation, samt från 1916 ledamot av statsutskottet. På Bergqvists initiativ tillkom 1907 folkskollärarseminariet i Luleå. År 1912–1939 ledde han frimurarlogen Ultima Thule i Luleå. Han deltog även i arbetet med en översättning av Nya testamentet till samiska. Bergqvist blev psalmdiktare 70 år gammal då han skrev psalmen Nu stunden är kommen, o saliga fröjd, som finns med både i 1937 års och 1986 års svenska psalmbok.
Olof Bergqvist hade en gata uppkallad efter sig i Gällivare, men på grund av omvärdering av hans åsikter och kopplingar till rasbiologiska instiutet kom gatans namn 2022 att ändras till Agda Rösselsgatan efter FN-ambassadören Agda Rössel (1910–2001) som härstammar från byn Kilvo i Gällivare kommun.

### Familj
Bergqvist gifte sig 12 september 1893 med Hanna Norbäck (1868–1947), dotter till fabrikören Johan Gustaf Norbäck och Aurora Rudberg i Arvika. De fick tillsammans barnen Anna Bergqvist (1894–1975) som var gift med företagsledaren Tage Thomasson i Helsingborg, sjuksköterskan Maggi Bergqvist (1896–1977), teknologen Olof Ragnar Bergqvist (1901–1942), Karin Bergqvist (född 1902), Johan Gustaf Bergqvist (1907–1994) och Per Erik Bergqvist (1907–1983).
Olof Bergqvist var även far till författaren Stina Aronson (1892–1956).

## Psalmer
- Nu stunden är kommen, o saliga fröjd, nr 128 1937 års psalmbok och nr 475 i Den svenska psalmboken 1986.

## Utmärkelser
- Riddare av Carl XIII:s orden, 1919.